# Commuter Landscape
Commuter Landscape era un mural obra de la artista Cynthia Mailman ubicado en la estación de tren del World Trade Center. Encargado por la Autoridad Portuaria de Nueva York y Nueva Jersey en 1979, el mural resultó destruido en el atentado perpetrado contra el complejo de edificios en 1993.

## Historia

### Comisión
La Autoridad Portuaria celebró un concurso público en 1979 para la elaboración de un mural de entre 16 y 17 metros de longitud el cual estaría destinado a cubrir los muros de la estación de tren del PATH en el World Trade Center. Mailman, quien solía acudir a la plataforma de observación de la Torre Sur además de haber asistido a varias bodas en el restaurante Windows on the World, participó y ganó el concurso. La competición, patrocinada por el Cultural Council Foundation CETA Artists Project, un programa federal de empleo a artistas fundado a finales de la década de 1970, premió a Mailman con un sueldo de 10 000 dólares, un seguro de salud y un estudio sin ventanas en el subsuelo del World Trade Center, cerca de los cuartos de mantenimiento y las salas de máquinas.

### Elaboración
Durante el proceso de elaboración, el cual Mailman debió acometer sin luz natural, la artista interaccionó con los trabajadores de la estación, oficiales de policía, vendedores de comida y quiosqueros estacionados en torno al complejo de edificios. Era frecuente, además, que los oficiales de la Autoridad Portuaria comprasen pases VIP para ver a Mailman trabajando en el mural.
Para inspirarse en el mismo, el cual llevaría por título Commuter Landscape en referencia al paisaje que contemplan los viajeros que acuden diariamente a su trabajo, Mailman realizó durante varios días el trayecto en tren hasta Nueva Jersey, tomando fotografías y realizando bocetos. Pese a su naturaleza ecológica, la artista se sintió atraída por la idea de una estructura de dimensiones descomunales, como por ejemplo el Pulaski Skyway, el cual se divisaba desde el tren a diario. La yuxtaposición de la industria y la tecnología así como del mundo natural contribuyeron al diseño del mural, estando así mismo esta temática presente en numerosas obras de Mailman.
Durante aproximadamente un año, la artista y varios aprendices (Diane Cabouli, Sarita Silver y Wendy White) trabajaron durante noches, fines de semana y periodos de vacaciones en la elaboración de la obra, la cual tuvo que ser ejecutada en secciones debido a la imposibilidad de su traslado en una pieza desde el estudio subterráneo hasta la terminal. En consecuencia, se dispusieron varios elementos verticales destinados a ocultar la separación entre los paneles. En la composición de la obra, Mailman empleó bloques amplios y planos de pintura en tonos pastel con el objetivo de crear una representación vibrante de la tecnología y el transporte atravesando y cambiando el entorno natural. Según la artista, el mural mostraba un mundo «sin gente, sin pájaros, muy sereno, de modo que el cielo y las nubes son tan serenos como las chimeneas». La intención de Mailman era animar a los viajeros, quienes al parecer se habrían vuelto indiferentes respecto al paisaje contemplado desde el tren durante el trayecto, con la intención de mostrarles, según la artista, una panorámica del mundo que se estaban perdiendo.

### Destrucción
El 26 de febrero de 1993, un camión cargado con 680 kg de explosivos estalló en los aparcamientos de la Torre Norte. Mailman sabía que el mural estaba emplazado en la terminal contigua al aparcamiento donde había explotado la bomba, motivo por el que llamó a varios de sus contactos en el World Trade Center para tratar de averiguar si la obra había resultado afectada. Dos días después, Mailman y su esposo acudieron al complejo con el fin de saber si el mural había sobrevivido. Tras eludir a la policía, ambos llegaron a la terminal a través del sótano del World Trade Center, donde pudieron comprobar que la obra había desaparecido por completo. Un oficial de policía que conoció a Mailman durante la elaboración del mural confirmó a la artista que la obra había resultado destruida.